# Laureana di Borrello
Laureana di Borrello é uma comuna italiana da região da Calábria, província de Reggio Calabria, com cerca de 5.709 habitantes. Estende-se por uma área de 35 km², tendo uma densidade populacional de 163 hab/km². Faz fronteira com Candidoni, Feroleto della Chiesa, Galatro, Rosarno, San Pietro di Caridà, Serrata.

## Demografia
| Variação demográfica do município entre 1861 e 2011                               |
|                                                                                   |
| Fonte: Istituto Nazionale di Statistica (ISTAT) - Elaboração gráfica da Wikipedia |